# Гваньини, Александр
Алекса́ндр (Алесса́ндро) Гваньи́ни, (лат. Alexander Gwagninus, итал. Alessandro Guagnini, пол. Aleksander Gwagnin; 1538, Верона — 1614, Краков) — итальянский и польский писатель и военный деятель, предполагаемый автор нескольких историко-географических сочинений о Восточной Европе. В русской литературе известен также под фамилиями Гвагнини, Гванвини или Гваниньи.

## Биография
По происхождению итальянский дворянин, уроженец Вероны. Его благородные предки происходили из Монферрато и с начала XV века традиционно занимали важные посты в городской администрации, но в первой половине XVI столетия род его сильно обеднел. Вероятно, в силу названных причин в середине 1550-х он поступил со своим отцом Амброджо на службу к польскому королю Сигизмунду II Августу, и с конца 1550-х годов числился уже ротмистром в войске Великого княжества Литовского. 
В качестве наёмника он участвовал в Северной семилетней войне, во время которой служил в польских войсках. 25 февраля 1561 года вместе с отцом удостоен был аудиенции у короля Сигизмунда, способствовавшей его дальнейшей карьере. В 1569 году он получил рыцарское звание, а в 1571-м принял подданство Речи Посполитой, переселившись в Польшу. Участвовал в войне с Русским государством, в течение 14 лет (по другим данным — 18) был военным комендантом Витебска. В 1578 году покинул Речь Посполитую, отправившись с рекомендательным письмом от нового короля Стефана Батория в Венецию, где попытался заниматься морской торговлей. Коммерческие занятия его, однако, не были удачными, в результате чего в сентябре 1579 года он оказался в долговой тюрьме. 
В 1581 году он отправился в Стокгольм к королю Юхану III, поступив на службу к его жене Катерине Ягеллонке, сестре Сигизмунда II. Шведская королевская чета, пожелавшая установить торговые отношения с Италией, направила его в 1582 году в Венецию, однако он снова там не преуспел, вернувшись к себе на родину в Верону, где провёл около трёх лет. Возвратившись в 1585-м в Швецию, он встретил там прохладный приём, после чего вернулся в Польшу, осев в Кракове, тогдашней столице Речи Посполитой, где в 1586 году женился.
Умер в Кракове в 1614 году, род его там пресёкся не позже 1679 года. 
Получив традиционное рыцарское воспитание, смолоду питал склонность к естественным наукам и математике, начав свою карьеру в качестве военного инженера. Отличался высоким уровнем образования и общей культуры, свободно владел несколькими языками, латынью, немецким, польским, и, несомненно, западнорусским, что отразилось в его сочинениях.

## Исторические труды
Его «Описание Европейской Сарматии, охватывающее королевство Польское, Литву, Самогитию, Русь, Мазовию, Пруссию, Померанию, Ливонию, области Московии и Татарии» (Sarmatiae Europeae descriptio quae regnum Poloniae, Letvaniam, Samogitiam, Russiam, Masoviam, Prussiam, Pomeraniam, Livoniam, et Moschoviae, Tartariae que partem complectitur) написано на латинском языке в первой половине 1570-х гг. Оно описывает Русское государство, Польшу, Великое княжество Литовское, Ливонию и другие земли. «Описание Европейской Сарматии» одержит сведения по гражданской истории и географии, о быте, обычаях и культуре народов Европы (например, статью «Способ вспахивания почвы и сеяния на Белой Руси»). Гваньини использовал различные источники, в том числе белорусско-литовские летописи, а также материалы, собранные Матвеем Стрыйковским. Во многом текст заимствован из «Хроники польской, литовской, жмудской и всей Руси» Стрыйковского, в молодости служившего под командованием Гваньини в Витебске, а в 1580 году обвинившим своего бывшего командира в плагиате. 
«Описание Московии» (Moschoviae descriptio), охватывающее, помимо хорографической части, царствование Ивана Грозного и события Ливонской войны, является самостоятельной частью сочинения Гваньини, но носит не столько историко-географический, сколько политико-публицистический характер. Пытаясь объяснить тиранический характер российской власти, Гваньини объясняет его «лютостью и жестокостью» самих московитов, чуждостью и враждебностью их европейской цивилизации. Основными источниками для него, помимо хроники Стрыйковского, послужили сочинения Амброджио Контарини, Матвея Меховского, Альберто Кампензе, Сигизмунда Герберштейна, Рафаэля Барберини и Альберта Шлихтинга.
Впервые «Описание Европейской Сарматии» опубликовано в 1578 году в Кракове, затем в 1581 году в Шпейере (Германия), и в 1583-м в Италии на итальянском языке. Оно обратило на себя внимание в образованных кругах Польши, Литвы и германских княжеств, в ряде списков «Истории о великом князе Московском» Андрея Курбского имеются выписки из пятой его части, вероятно, переведённые самим князем. В Западной Руси оно известно своим краковским изданием 1611 года в польском переводе Мартина Пашковского. В первой половине XVII века оно переведено было и на западнорусский язык. «Описание Европейской Сарматии» послужило источником для западнорусских хроник и хронографов XVII—XVIII вв. Это первое произведение, которое познакомило западноевропейского читателя с историей Великого княжества Литовского и содержанием западнорусских общегосударственных хроник.
В 1582 году Гваньини опубликовал в Шпейере новый труд «О религии, свадебных  обрядах и проч. московитов и всех русских» (De Moschovitarum omniumque Ruthenorum religione, ritibus nuptiarum etc.).

## Публикации
- Гваньини А. Описание Московии / Пер. с лат. Г. Г. Козловой. — М.: «Греко-латинский кабинет» Ю. А. Шичалина, 1997. — 176 с. — (Museum Graeco-Latinum). — 1000 экз. — ISBN 5-87245-026-5. (в пер.)
- Alessandro Guagnini. Sarmatiae Europeae descriptio, quae regnum Poloniae, Lituaniam, Samogitiam, Russiam, Massouiam, Prussiam, Pomeraniam, Liuoniam, et Moschouiae, Tartariaeque partem complectitur.. — Spirae: apud Bernardum Albinum, 1581. — 274 с.